# Anilla
Az Anilla  női név az Anna önállósult magyar beceneve.

## Rokon nevek
Anna

## Gyakorisága
Az újszülötteknek adott nevek körében az 1990-es években igen ritka volt. A 2000-es és a 2010-es években sem szerepelt a 100 leggyakrabban adott női név között.
A teljes népességre vonatkozóan az Anilla sem a 2000-es, sem a 2010-es években nem szerepelt a 100 leggyakrabban viselt női név között.

## Névnapok
július 26.

## Híres Anillák
- Till Anilla színésznő, a 2550 című dokumentumfilm főszereplője.